# Acanthoderes zonata
Acanthoderes zonata es una especie de escarabajo del género Acanthoderes, familia Cerambycidae. Fue descrita científicamente por Bates en 1880.
Se distribuye por Colombia. Posee una longitud corporal de 14,84 milímetros.